# Blood Duster
Blood Duster est un groupe de grindcore et stoner rock australien, originaire de Melbourne. Formé en 1991, leur musique sans concessions a pour thème la mort, la pornographie et l'humour noir. La particularité de ce groupe est l'utilisation de riffs inspiré du blues et du hard rock à la AC/DC avec un son de guitare très distordu sur beaucoup de leurs compositions. De plus, Blood Duster se produit sur scène après s'être préalablement aspergé de sang.

## Biographie
Le groupe est formé en 1991 par Jason Fuller (aka Jason PC) (basse), Anthony Barry (chant et guitare) et Andrew Brown (batterie) ; Anthony Barry sera immédiatement remplacé par Troy Darlington et Callum Wilson. À la période durant laquelle le groupe Fisting the Dead, Wilson et Darlington est remplacé par Tony Forde, Shane Rout et Brad Johnston. Fisting the Dead est un EP grindcore comprenant de 25 chansons. Il est plus tard réédité deux fois : une première fois compacté avec l'EP Yeest par Relapse Records et Drug Bust Records en 1996, et une seconde fois accompagné de chansons bonus sous le titre Fisting the Dead... Again par Goat Sounds Records en 2005.
En 1995, Blood Duster publie l'EP Yeest, qui se caractérise par des éléments rock. Ils tournent en Australie comme notamment à Canberra en novembre 1995. Puis le groupe produit 'Str8 Outta Northcote en 1998, qui se caractérise par un mélange inhabituel entre riffs rock et grindcore détonnant.
En 1998, Blood Duster tourne encore en Australie avec Brutal Truth, et enregistre quelques concerts pour un double album live. L'album qui suit, le controversé Cunt, est publié à l'international en 2001 et marque le retour de Blood Duster à un style grind plus percutant. C'est également à cette période que le groupe apparait dans le clip de la chanson Thunderbirds are Coming Out du groupe australien TISM. Après avoir tourné avec The Dwarves en 2001, Blood Duster publie l'EP Drink, Fight, Fuck qui comprend la chanson 66.6FMONYOURRADIODIAL, utilisée dans une publicité pour la marque de papier Reflex.
L'éponyme album Blood Duster est publié en 2003, et fait participer plusieurs invités tels que le chanteur d'AC/DC Dave Evans, Jay Dunne de 28 Days, et les trois membres du groupe The Spazzys. Deux nouveaux singles sont extraits de l'album, IWannaDoItWithADonna en 2003, et SixSixSixteen en 2004.
Pendant la majeure partie de 2004, le groupe tourne en Australie, d'abord au festival Big Day Out puis à leurs propres concerts. Après quelques tournées avec The Dwarves et Pungent Stench au début de 2005, Blood Duster tourne à travers l'Europe et le Japon en soutien à leur premier DVD, The Shape of Death to Come. En 2006, le groupe publie l'album live Kill, Kill, Kill, pressé à 500 exemplaires. L'album est enregistré à Sydney en 1996 pendant une tournée avec Brutal Truth.
En 2006, Blood Duster commence la préproduction d'un triple album dont les disques comprennent death metal, grind, et drone doom, avec comme invité Darryl Cotton. Lyden Nå est publié en avril 2007 en format double album, dont les disques sont publiés en contenu téléchargeable. En octobre 2012, le groupe publie KVLT, un album vinyle, délibérément injouable.

## Membres

### Membres actuels
- Jason P.C. - chant, basse
- Tony Lee Roth - chant
- Matt Lowpantz - guitare
- Matt Rizzo - batterie
- Belt Thrower - guitare

### Anciens membres
- Finn Allman - guitare
- Josh Nixon - guitare
- Brad - guitare
- Anthony - guitare
- Troy - guitare, chant
- Euan Herriot - batterie
- Shane Rout - batterie
- Brick - batterie, chant
- Callum Wilson - basse
- Dave Evans - chant (guest)

## Discographie
- 1992 : Menstrual Soup (démo)
- 1993 : Fisting the Dead (EP)
- 1996 : Yeest (album)
- 1998 : Str8 Outta Northcote (album)
- 2001 : Cunt (album)
- 2002 : D.F.F. (EP)
- 2003 : I Wanna Do it With a Donna (single)
- 2003 : Blood Duster (album)
- 2004 : Sixsixsixteen (single)
- 2005 : The Shape of Death to Come (DVD)
- 2007 : Lyden Na (album)